# Massiel
María de los Ángeles Felisa Santamaría Espinosa (Madrid, 2 de agosto de 1947), más conocida por el nombre artístico de Massiel, es una cantante, compositora, actriz y presentadora española. Otorgó a España su primera victoria en el Festival de la Canción de Eurovisión, en 1968, con la canción «La, la, la», consagrando su carrera musical en su país natal, Hispanoamérica y Europa.

## Biografía

### Primeros años
Massiel nació en Madrid el 2 de agosto de 1947. Hija de padres asturianos, pasó parte de su infancia entre Gijón y Oviedo. Su padre, sastre como su abuelo, era el promotor musical Emilio Santamaría Martín (1914-1979), republicano declarado, y su madre Concepción Espinosa Peñas (1920-2011), quien falleció a los noventa y un años de edad. Su padre fue representante de, entre otros, Los Bravos, Los Brincos, Karina o Miguel Ríos. El nombre artístico por el que es conocida se lo puso su profesor de balé. La familia vivía en la conocida calle de Leganitos del centro de Madrid. Tiene un hermano cinco años menor, Emilio (1952-2 de junio de 2024), quien fue su representante durante un tiempo.
Su primera actuación en público fue en 1966 interpretando en Madrid la canción «Di que no». Ese mismo año acude al llamado Festival de la Rosa en Roma, al Festival de Viña del Mar, en Chile, y al de Mallorca, donde gana el premio de la crítica con el tema «Rufo el pescador». En 1966 participa en el Festival de la Rosa interpretando en italiano el tema «Ti chiedo in nome dell'amore» (letra de Franco Califano y Mimma Gaspari, música de Umberto Bindi) junto a Nicola Di Bari, así como en el Festival de Mallorca, grabará algunos discos sencillos en italiano, francés e inglés más allá de las versiones de «La, la, la».
En 1967 rueda sus dos primeras películas, Vestida de novia y Codo con codo, y consigue un gran éxito en España e Hispanoamérica con la canción «Rosas en el mar», escrita por Luis Eduardo Aute, del que también interpretaría su «Aleluya n.º 1». Algunas de aquellas canciones fueron consideradas por muchos como unas de las primeras canciones de protesta o nueva canción castellana.

### Participación en Eurovisión

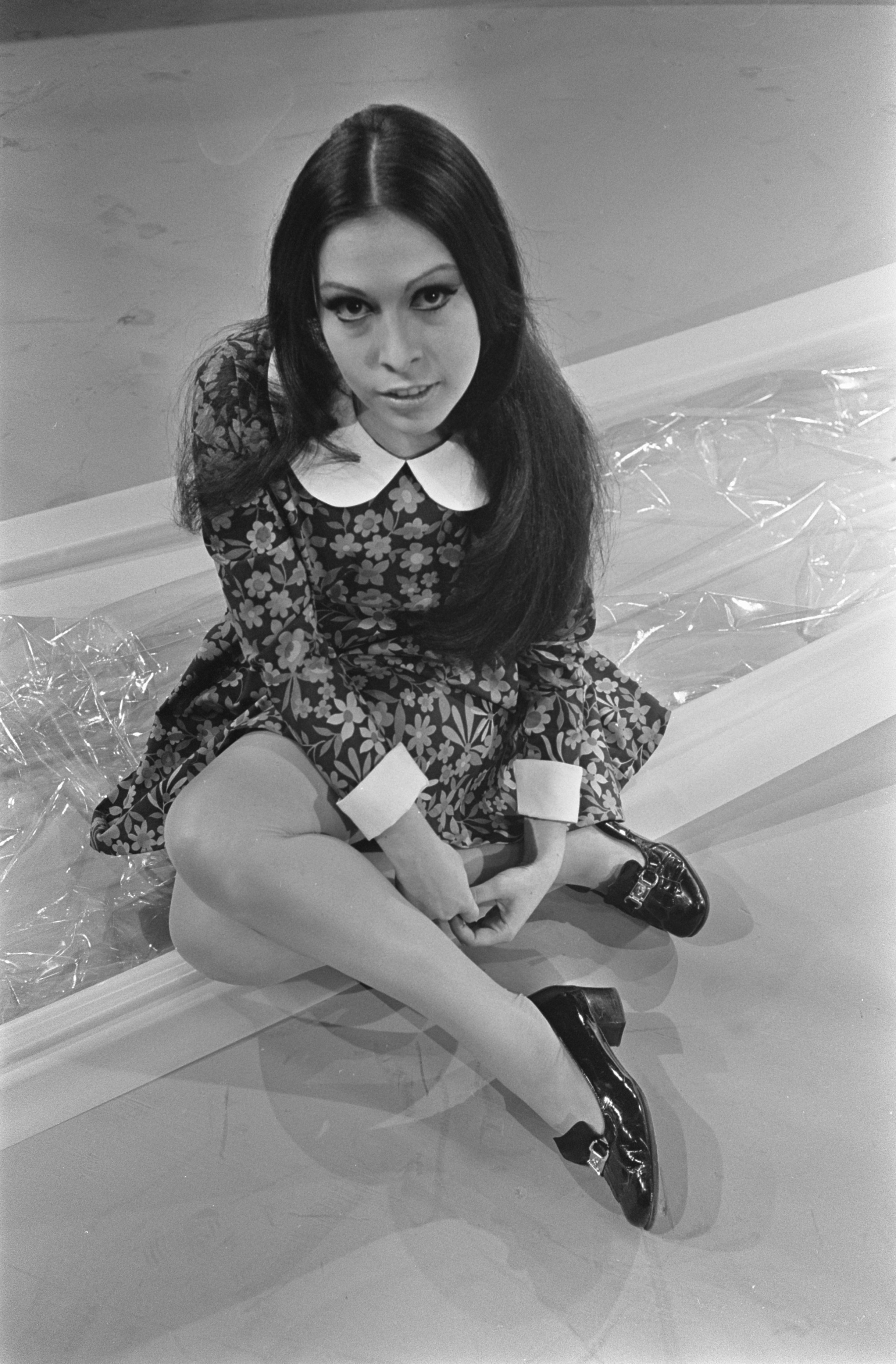
Massiel en 1968.

En 1968 participa y vence en el Festival de la Canción de Eurovisión en el Royal Albert Hall de Londres, con el tema «La, la, la», escrita por el Dúo Dinámico. Su triunfo supuso una gran sorpresa ya que batió al favorito, el británico Cliff Richard con el tema «Congratulations».
En un principio España iba a ser representada por el cantautor Joan Manuel Serrat, cantando el mismo tema, pero unos días antes Serrat se negó a actuar si no lo hacía en catalán. Por este motivo fue reemplazado por Massiel y solo dispuso de nueve días para llegar desde México y preparar la canción que a la postre resultaría ganadora. El gobierno de Francisco Franco le concedió el Lazo de Isabel la Católica pero ella rechazó recibirlo en audiencia, lo cual según Massiel le valió casi un año de veto en Televisión Española, hasta aparecer en el programa de Fin de Año de 1968.
En 2008 a raíz de unas declaraciones del periodista José María Íñigo en el documental 1968. Yo viví el mayo español, emitido en la cadena de televisión La Sexta, varios medios de comunicación hablaron sobre la supuesta compra de votos por parte del régimen franquista. Sin embargo, este punto fue desmentido por el periodista. Las palabras trascendieron a la prensa inglesa y el propio Cliff Richard aseguró con ironía que quizá deberían darle el premio a él. José María Íñigo desmintió esas palabras y tanto él como Massiel acusaron a La Sexta de manipular (arremetiendo contra el propio Emilio Aragón) para desprestigiar a la cantante cuarenta años después del triunfo y defender al polémico representante de ese año, Rodolfo Chikilicuatre, creado en un programa de televisión de la citada cadena. La Unión Europea de Radiodifusión se vio obligada a hacer un comunicado asegurando que Massiel fue la legítima ganadora.
A partir de aquel triunfo, Massiel se convirtió en una conocida artista a nivel internacional, haciendo varias apariciones en cine y teatro, interpretando obras de Bertolt Brecht o William Shakespeare, y en programas y series de televisión de distintos países. El 1 de junio de 1977 nace su hijo Aitor Carlos en el Westminster Hospital de Londres.

### Años posteriores
Con el paso de los años, su estilo musical varió; desde sus comienzos en la llamada canción de protesta hasta sus discos dedicados a rancheras y corridos mexicanos, otro dedicado a Bertolt Brecht o sus colaboraciones con diversos autores como Luis Eduardo Aute, Manolo Díaz, Juan Pardo, José Luis Perales o Pablo Milanés. A lo largo de su vida musical ha grabado más de cincuenta discos con cinco compañías discográficas: Zafiro, Polygram, Hispavox, Bat Discos y Emasstor, y sus temas han aparecido en más de 160 álbumes. Además de los citados, otros temas suyos que han tenido éxito han sido «Deja la flor», «Lady veneno», «Brindaremos por él» (de José Luis Perales), «Mirlos, molinos y sol», «Tiempos difíciles», «El Noa-Noa», «María de los guardias, «Eres», «Acordeón», «El amor»... y versionó el tema de The Beatles, «Yesterday».  En 1970 presentó el primer programa Pasaporte a Dublín junto con Julio Iglesias. En 1971 participa en el Festival de Río de Janeiro y le otorgan dos Gallos de Plata. En 1972 participa en el programa de entrevistas La gente quiere saber de Televisión Española, donde se declaró «antifascista». El programa no llegó a ser emitido pero está disponible en el archivo de RTVE. En 1981 participa en Songs of Europe, el vigésimo quinto aniversario de Eurovisión celebrado en Mysen (Noruega) y publica su disco Tiempos difíciles. En 1984 ofrece un recital en el Festival de Viña del Mar en Chile con enorme éxito. Combinó su faceta musical con la de actriz, participando en varias películas como La vida alegre de Fernando Colomo. En teatro debutó en 1971 en el teatro Bellas Artes con Fernando Fernán Gómez, y para TVE grabó El rey monje en 1978. 
En 1997 decide poner punto final a su carrera discográfica aunque no se retira de la música. En 2006 se reedita en formato CD el álbum Massiel canta Bertolt Brecht (Ramalama) y en 2007 colabora en el álbum de Juan Rivas Mundo feliz, grabando con él el tema «Un mundo maravilloso», que supuso la primera grabación de la artista en quince años. En esa década aparece en diferentes programas de crónica rosa como Espejo público así como en la televisión cubana. También se reeditan en CD otros dos de sus discos, Viva y Deslices. También en este año forma parte de la organización del programa de TVE Misión Eurovisión. En 2005 participa en el espectáculo del 50.º aniversario de Eurovisión, emitido desde Copenhague, presentada por Cliff Richard. Ella a su vez presentó a Johnny Logan en inglés.
En 2008 colabora con Carlos Mejía Godoy cantando en varias canciones del álbum antológico de este artista nicaragüense, Aromas de libertad. El Pop Art, festival anual de música indi que se celebra en Cáceres, le concede en septiembre de este año el premio especial a toda una trayectoria artística, además del premio a la mejor canción del año por «Un mundo maravilloso». En la gala de entrega de premios los grupos indes galardonados interpretaron versiones de algunos de los éxitos de Massiel. En febrero de 2012 regresa a los escenarios para interpretar el papel de Carlotta Campion en Follies, el mítico musical de Broadway que se estrena por primera vez en España con la dirección de Mario Gas. En los últimos años ha concedido numerosas entrevistas en distintas radios, televisiones y medios en línea, donde se suele poner de manifiesto su prodigiosa memoria. El 9 de agosto de 2013 es la encargada de leer el pregón de la Semana Grande de Gijón desde el ayuntamiento de la ciudad. En 2019 recibió el premio Llanisca de adopción en Llanes (Asturias).

### Vida personal
Massiel ha estado casada en dos ocasiones, la primera con el doctor Luis Recatero. Tras su pronta separación, tuvo una relación con el político y periodista Carlos Zayas, con quien no llegó a casarse pues entonces no existía divorcio y continuaba casada con Recatero. Con Zayas tuvo un único hijo, Aitor Carlos, nacido el 1 de junio de 1977, y su segundo y último matrimonio fue con el periodista Pablo Lizcano. 
El 22 de julio de 1975 un grupo de extrema derecha entró en su casa cuando la cantante estaba con su empleada de hogar, pintando varias esvásticas, hecho que denunció a la policía.
Massiel ha cosechado una gran amistad profesional y personal con numerosos artistas, entre ellos Lola Flores, Rocío Jurado, José Luis Perales, Luis Eduardo Aute, José Luis Cuerda o Gabriel García Márquez.

## Discografía

### Sencillos
- 1966 "Di que no/No sé por qué/Llueve/No comprendo"
- 1966 "Él era mi amigo"/"Sé que ríes al pensar"
- 1966 "Ti chiedo in nome dell'amore" (en italiano)/"¿Y sabes que vi?"
- 1966 "¿Y sabes que vi?"/"Rufo el Pescador"
- 1967 "Rosas en el mar" /"Llueve" /"Las estrellas lo sabrán" /"Hasta mañana"
- 1967 "Aleluya Nº1"
- 1967 "La moza de los ojos tristes"/"Mirlos, molinos y sol"
- 1968 "La La La"/"Pensamientos, sentimientos"
  - 1968 "La La La (Alemán)" Internacional
  - 1968 "La La La (Francés)" Internacional
  - 1968 "La La La"/"Pensamientos, sentimientos" Internacional
  - 1968 "La La La"/"He gives me love (La La La)" Internacional
  - 1968 "La La La"/"Las estrellas lo sabrán" Internacional
  - 1968 "La La La"/"Rosas en el mar" Internacional
  - 1968 "Pensamiento, sentimientos"/"La, La, La"/"Rosas en el mar"/"Aleluya" Colombia
- 1986 "Only forever wild do"/"Turn of a wheel" (en inglés)
- 1968 "Deja la flor"/"Sol de medianoche"
- 1968 "Las rocas y el mar"/"Vida y muerte"
- 1968 "Niños y hombres"/"A espaldas de mi pueblo"
- 1969 "Il fiore no"/"Dove sarai mio amore" (en italiano)
- 1969 "D'où me viendra l'amour"/"L'homme de pierre" (en francés)
- 1969 "Amén"/"Al volar"
- 1969 "Canciones" / "Cómo cantan las sirenas"
- 1969 “En busca de ti”
- 1970 "Detrás de la montaña"/Viejo marino"
- 1971 "Dormido amor"
- 1971 "Veinte aniversario: Palabras"
- 1971 "Volveré al mar"
- 1972 "Balada de María Sanders"/Balada de la comodidad"
- 1972 "Corriendo corriendo"
- 1973 "Rompe los silencios"/"Corriendo, corriendo"
- 1977 “Mi voz limita al norte”
- 1977 "Tu me preguntas si soy feliz"/"Para vivir"
- 1978 “Que te perdí, que te vas”
- 1981 "El Noa-Noa"/"El Amor"
- 1981 “Esclava de ti”
- 1982 "Eres” / “De 7 a 9"
- 1982 "Tiempos difíciles"/"Loca"
- 1983 "Marinero"/"Otra mujer"
- 1983 "Brindaremos por él"/"Ay la nena"
- 1983 "Más fuerte"/"Basta de peleas"
- 1984 "Acordeón"
- 1984 "Voy a empezar de nuevo"/"Te fuiste"
- 1985 "Vaca pagana"/"Popurrí"
- 1985 "Rosas en el mar"
- 1985 "Qué más quisiera yo"
- 1986 "Volverán"/"Hoy me he propuesto pensar en ti"
- 1986 "Lo que cambié por ti"/"Poco después de las 12 de un 20 de marzo”
- 1986 “La última bandera”
- 1986 “Mi fiesta”
- 1990 “El vacío que deja el amor”
- 1990 “Soy más yo”
- 1990 "Ese es mi pueblo"
- 1990 “Deslizes”
- 1990 “Sueños”
- 1990 “Loco de Zamba”
- 1990 “El Suceso”

#### Álbumes
- 1967 Massiel (LP)
- 1969 Canciones de la película "Cantando a la vida" / Massiel en Beatleland
- 1970 Massiel en México
- 1972 Baladas y canciones de Bertolt Brecht
- 1975 Viva...
- 1976 Carabina 30-30
- 1977 Alienación
- 1979 Massiel en México
- 1981 Tiempos difíciles
- 1983 Corazón de hierro
- 1984 Sola en libertad
- 1985 Massiel en des... concierto (directo Teatro Alcalá)
- 1986 Desde dentro
- 1990 Deslizes
- 1993 Cheque en blanco
- 1997 Desátame
- 1997 Vivencias (México)
- 2007 Massiel canta Bertolt Brecht (reedición)

#### Compilados
- 1968 Volando alto (Venezuela)
- 1968 Massiel es diferente (Uruguay y Bolivia)
- 1972 Lo mejor de Massiel
- 1992 Massiel
- 1997 Autorretrato: Lo mejor de Massiel
- 1998 Massiel, Pop de los 60
- 1998 Grandes éxitos
- 1998 Mis momentos (México)
- 1999 Todas sus grabaciones para Discos Polydor (1976-1977)
- 2003 Sus primeros años (1966-1975) 2 CD
- 2008 Sus dos grandes álbumes: "Viva" (1975) y "Deslizes" (1990)
- 2009 Sólo éxitos (Chile)
- 2009 Grandes éxitos
- 2010 Sus años en Hispavox (1981-1986) 3 CD
- 2013 El Temperamento
- 2018 Orígenes

## Filmografía
- 1966 Vestida de novia
- 1967 Codo con codo
- 1967 Días de viejo color
- 1968 Cantando a la vida
- 1969 El taxi de los conflictos, dirigida por José Luis Sáenz de Heredia y Mariano Ozores
- 1977 Viva/muera Don Juan Tenorio
- 1987 La vida alegre
- 1994-1996 ¡Ay, Señor, Señor! (serie TV)
- 1999 Muertos de risa
- 2015 Joana Biarnés, una entre todos (documental)
- 2017 Las chicas del televoto (Spot Netflix)
- 2019 Aute retrato (documental)

## Distinciones honoríficas
- Dama Gran Cruz de la Orden del Dos de Mayo (02/05/2025).